# Krympslang

Animation av krympslang före och efter krympning

Krympslang är en speciell typ av plasttub vars diameter krymper vid värmning. Krympslang används för att isolera ledningar och skydda dessa från nötning. Appliceringen av värme  görs med en varmluftspistol. Det finns krympslang med eller utan lim, där limmet förutom att fästa vid kabelmantel och ledare även tätar extra.
Krympslangarna delas upp i krympförhållanden, det vill säga hur mycket slangens diameter maximalt kan krympa när värme appliceras. De vanligaste förhållandena ligger mellan 2:1 och 6:1. Ju större krympförhållande en krympslang har desto större olikformad applikation kan den formas runt. Väggtjockleken och diametern ändras när man krymper en krympslang.

## Typer av krympslang
- Krympslang finns i en mängd olika färger för färgkodning av kablar och anslutningar.
- Krympslangen varierar beroende på väggtjocklek, diameter och krympningsförhållande.
- Värmekrympslang med eller utan termoplastiskt lim.
- Skrivbar krympslang för märkning.

## Användningsområden
- Vid elinstallationer (tex vid skåpbyggnation), används för att täta kabelskarvar, för att skydda skarvar, isolering
- Vid elektriska anslutningar i bilar för isolering och skydd, men används även som färgkod med hjälp av orangefärgad slang i hybridbilar.
- Luft- och vattenavvisande och därför korrosionsskyddat hölje av tex plug ansluten till en kabel
- Återställande av skadad kabelisolering
- Krympkapsel över vinflaskor för att skydda korken
- Nötningsskydd av bilkablage, rör
- Förebyggande av kortslutning
- Skydd av kablar inom tågindustrin (tjockväggig krympslang)
- Skydd mot inträngande fukt (Krympslang med lim)
- Estetiska skäl
- Kabelmärkning för att märka kablar med färg eller text
- Isolera handtag på tex spadar eller skyfflar